# Enric Vallès Prat
Enric Vallès Prat (Puig-reig, 1 de març de 1990) és un futbolista català. Format a La Masia del FC Barcelona, als 18 anys va fer el salt a l'Eredivisie holandesa, on va jugar dues temporades amb el NAC Breda. El 2008 va debutar a la Premier League amb el Birmingham City FC, però una lesió al peu el va deixar un any i mig sense jugar. Posteriorment ha jugat amb la UE Olot de 3a divisió, equip amb el qual va pujar de categoria a 2a, i des de la temporada 2013-2014 amb la UE Cornellà.